# Tvær í Takinu
Tvær í Takinu es un compilado de rock-punk islandés lanzado al mercado en febrero de 1984 en dos formatos: DLP y LP. En este compilado participan varias bandas islandesas de la escena under, dentro de las cuales se destaca Tappi Tíkarrass, liderada por la cantante y compositora Björk y la legendaria banda de rock Megas.

## Lista de canciones
1. Garden Party - Mezzoforte
2. Hermadurinn - Bubbi Morthens
3. Afi - Björk Guðmundsdóttir y Björgvin Gíslason (muestra MP3)
4. Sisi - Grylurnar
5. Talk of the town - Johann Helgason
6. Sael og blessud - Jolli y Kola
7. Superman - Laddi
8. Don't try to fool me - Pu y Eg
9. Fjöllin hafa vakad”- Egó
10. A matter of time - Baraflokkurinn
11. Fatlad fol - Bubbi y Megas
12. Scottish - Graham Smith

NOTA: la canción “Afi” también aparece en el LP Örugglega, lanzado sólo en Islandia en 1983 e interpretado por Björgvin Gíslason.